# 30 Minute Love Affair
30 Minute Love Affair è un singolo della cantante inglese Paloma Faith, pubblicato il 10 agosto 2012 come secondo estratto del suo secondo album in studio in studio Fall to Grace.
La canzone è stata scritta da Paloma Faith e Chris Braide e prodotta da Nellee Hooper.

## Tracce
- Download digitale

1. 30 Minute Love Affair – 3:19